# 先天 (年号)
先天（712年八月—713年十一月）是唐玄宗李隆基的年号，共计1年餘。

## 改元
- 延和元年八月初七甲辰（712年9月12日），改元為先天。[2][3][4]
- 先天二年十二月初一庚寅（713年12月22日），改元開元。[5][6][7]

## 大事记
- 玄宗先天二年七月（公元713年），先天政變，唐玄宗消灭了对自己产生威胁的太平公主。

## 出生
杜甫

## 纪年
| 先天 | 元年  | 二年  |
| ---- | ----- | ----- |
| 公元 | 712年 | 713年 |
| 干支 | 壬子  | 癸丑  |

## 同期存在的其他政权年号
- 日本
  - 和銅（708年－715年）：奈良時代—元明天皇之年號

## 參看
- 中國年號索引

## 文內注釋
1. ↑  李崇智，《中國歷代年號考》，第102頁。
2. ↑  劉昫.  . 维基文库.「〔景雲三年〕八月庚子，帝傳位於皇太子...甲辰，大赦天下，改元為先天。」
3. ↑  歐陽脩.  . 维基文库.「〔先天元年八月〕甲辰，大赦，改元，賜內外官及五品以上子為父後者勳、爵，民酺五日。」
4. ↑  司馬光.  . 维基文库.「〔先天元年八月〕甲辰，赦天下，改元。」
5. ↑  劉昫.  . 维基文库.「〔先天二年〕十二月庚寅朔，大赦天下，改元為開元，內外官賜勳一轉。」
6. ↑  歐陽脩.  . 维基文库.「〔開元元年〕十二月庚寅，大赦，改元，賜內外官勳。」
7. ↑  司馬光.  . 维基文库.「〔開元元年〕十二月，庚寅，赦天下，改元。」